# Liste der Eisenbahnstrecken in Luxemburg
Dies ist eine Liste der Eisenbahnstrecken im Großherzogtum Luxemburg.

## Betriebene Strecken (ohne Museumsbahnen)

### Streckensystematik derCfL
Das im Großherzogtum Luxemburg bestehende, durchweg normalspurige Schienennetz befindet sich, bis auf einige Werks- und Museumsbahnen, im Besitz der staatlichen Réseau Ferré National Luxembourgeois, einer Tochtergesellschaft der luxemburgischen Staatsbahn CfL. Die einzelnen Strecken sind mit Streckennummern gekennzeichnet. Sofern nicht ausdrücklich erwähnt findet auf den Strecken auch Personenverkehr statt. Zu den hierbei verwendeten Liniennummern siehe weiter unten.
- 1:  Luxemburg–Ulflingen Grenze mit Weiterführung nach Spa, (Belgien)
- 1a: Ettelbrück–Diekirch. Reststück der Bahnstrecke Ettelbrück–Grevenmacher
- 1b: Kautenbach–Wiltz. Reststück der Bahnstrecke Kautenbach–Bastogne
- 2a: Kleinbettingen–Steinfort. Reststück der Bahnstrecke Petingen–Ettelbrück, nur Güterverkehr.
- 2b: Ettelbrück–Bissen. Reststück der Bahnstrecke Petingen–Ettelbrück, nur Güterverkehr.
- 3: Luxemburg–Wasserbillig Grenze mit Weiterführung nach Trier. Teil der Strecke ist auch das nur im Güterverkehr betriebene Anschlussgleis des Moselhafens in Mertert an den Bahnhof in Wasserbillig, ehemals Teil der Bahnstrecke Ettelbrück–Grevenmacher.
- 4: Luxemburg–Ötringen. Umfasst die Güterumfahrungsstrecke von Berchem nach Ötringen sowie das daran anschließende dritte Gleis an der Strecke von Berchem nach Luxemburg. Nur Güterverkehr.
- 5: Luxemburg–Kleinbettingen Grenze mit Weiterführung über Arlon nach Namur (Belgien)
- 6: Luxemburg–Bettemburg Grenze mit Weiterführung nach Metz in Frankreich.
- 6a: Bettemburg–Esch/Alzette
- 6b: Bettemburg–Düdelingen–Volmerange, grenzüberschreitend ins französische Volmerange-les-Mines.
- 6c: Nörtzingen–Rümelingen
- 6d: Tetingen–Langengrund. Stichstrecke von Strecke 6c zum Klinkerwerk Langengrund.[2] Nur Güterverkehr.
- 6e: Esch/Alzette–Audun-le-Tiche, grenzüberschreitend nach Audun-le-Tiche, Frankreich
- 6f: Esch/Alzette–Petingen
- 6g: Petingen–belgische Grenze bei Rodingen mit Weiterführung über Aubange nach Virton
- 6h: Petingen–französische Grenze bei Rodingen mit Weiterführung über Mont-Saint-Martin nach Longwy
- 6j: Petingen–belgische Grenze bei Rodingen mit Weiterführung über Athus nach Arlon
- 6k: Brucherberg–Scheuerbusch; Verbindungskurve zwischen Strecke 6c in/aus Richtung Rümelingen zur Strecke 6a in/aus Richtung Esch/Alzette. Nur Güterverkehr.
- 7: Luxemburg–Petingen

### Liniensystematik des Personenverkehrs
Auf den im Personenverkehr von der CfL betriebenen Strecken wird dieses Angebot im Linienverkehr durchgeführt, die einzelnen Linien besitzen Liniennummern. Die Stammlinien haben eine einfache Zahl, Neben- und Zweigstrecken können zusätzlich mit einem Kleinbuchstaben verzeichnet sein.
- Linie 10: Luxemburg–Ettelbruck–Ulflingen–Gouvy (Belgien) mit Zweigstrecken nach Diekirch und Wiltz
- Linie 30: Luxemburg–Wasserbillig–Trier
- Linie 50: Luxemburg–Kleinbettingen–Arlon (Belgien)
- Linie 60: Luxemburg–Bettemburg–Esch/Alzette–Petingen–Rodingen
- Linie 60a: Luxemburg–Bettemburg–Düdelingen–Volmerange (Frankreich)
- Linie 60b: Luxemburg–Bettemburg–Nörtzingen–Rümelingen
- Linie 60c: Luxemburg–Bettemburg–Esch/Alzette–Audun-le-Tiche (Frankreich)
- Linie 70: Luxemburg–Petingen–Rodingen–Longwy (Frankreich)
- Linie 70a: Luxemburg–Petingen–Rodingen–Athus–Arlon (Belgien)
- Linie 70b: Luxemburg–Petingen–Rodingen–Virton–Libramont (Belgien)
- Linie 80: Thionville (Frankreich)–Bettembourg–Belval-Universität–Longwy (Frankreich)
- Linie 90: Luxemburg–Bettemburg Metz–Nancy (Frankreich)

### Werks- und Anschlussbahnen
- Niederkerschen/Sassenheim–Sassenheim (WSA)

## Stillgelegte Strecken

### Normalspur
- Ulflingen–belgische Grenze bei Wilwerdingen mit Weiterführung nach St. Vith; Südende der Vennbahn.
- Abschnitt von Diekirch bis Wasserbillig der Bahnstrecke Ettelbrück–Grevenmacher
- Küntzig–belgische Grenze mit Weiterführung nach Autel
- Petingen-Ettelbrück (Attertstrecke) mit Ausnahme der kurzen Abschnitte von Kleinbettingen nach Steinfort und von Ettelbrück nach Bissen.
- Petingen–Bois Châtier, heute teilweise Museumsbahn.
- Abschnitt von Wiltz zur belgischen Grenze bei Schimpach (mit ebenfalls stillgelegter Weiterführung nach Belgien) der Bahnstrecke Kautenbach–Bastogne

### Schmalspur
| Strecke                | Länge in km | Eröffnung                                            | Stilllegung | Bemerkung                                                                                           |
| ---------------------- | ----------- | ---------------------------------------------------- | ----------- | --------------------------------------------------------------------------------------------------- |
| Aspelt–Bettemburg      | 10,2        | 1899                                                 |             | Verkehr 1954 eingestellt und anschließend abgebaut, Stilllegung erst später                         |
| Cruchten–Larochette    | 12,1        | 1882                                                 |             | Verkehr 1948 eingestellt und anschließend abgebaut, Stilllegung erst später                         |
| Diekirch–Vianden       | 14,2        | 1889                                                 |             | Verkehr 1948 eingestellt und anschließend abgebaut, Stilllegung erst später                         |
| Grundhof–Befort        |             | Grundhof–Steinbrüche: 1904 Spitzkehre 3–Befort: 1911 |             | Verkehr 1948 eingestellt und anschließend abgebaut, Stilllegung erst später                         |
| Junglinster–Larochette | 4,5         | Larochette–Steinbrüche Ernzen: 1929                  |             | nur teilweise eröffnet, Verkehr 1948 eingestellt und anschließend abgebaut, Stilllegung erst später |
| Luxemburg–Echternach   | 45,9        | 1904                                                 | 1957        | Verkehr 1954 eingestellt                                                                            |
| Luxemburg–Remich       | 27,2        | 1882                                                 |             | Verkehr 1955 eingestellt und anschließend abgebaut, Stilllegung erst später                         |
| Nördingen–Martelingen  | 29,5        | 1890                                                 | 1953        | |

## Strecken nach historischer Herkunft
| Normalspur Wilhelm-Luxemburg-Bahn | Normalspur Prinz-Heinrich-Bahn | Normalspur Reichseisenbahnen in Elsaß-Lothringen | andere (Schmalspur) |

| Bahnstrecke                           | eröffnet | geschlossen | Anmerkung |
| ------------------------------------- | -------- | ----------- | --- |
| Luxemburg–Thionville                  | 1859     | in Betrieb  | |
| Luxemburg–Arlons                      | 1859     | in Betrieb  | |
| Bettembourg–Esch-sur-Alzette          | 1860     | in Betrieb  | |
| Bahnstrecke Noertzange–Rumelange      | 1860     | in Betrieb  | |
| Luxemburg–Wasserbillig                | 1861     | in Betrieb  | |
| Luxemburg–Ettelbruck                  | 1862     | in Betrieb  | |
| Ettelbruck–Diekirch                   | 1862     | in Betrieb  | |
| Ettelbruck–Trois-Vierges              | 1866     | in Betrieb  | |
| Trois-Vierges–belgische Grenze        | 1867     | in Betrieb  | |
| Diekirch–Echternach                   | 1873     | 1964        | |
| Esch-sur-Alzette–Pétange              | 1873     | in Betrieb  | |
| Pétange–Steinfort                     | 1873     | 1969        | Kleinbettingen–Steinfort wird im Güterverkehr noch bedient. |
| Echternach–Wasserbillig               | 1874     | 1954        | |
| Pétange–Athus                         | 1874     | in Betrieb  | |
| Küntzig–Autel                         | 1874     | 1900        | |
| Pétange–Bois Châtier                  | 1879     | in Betrieb  | Museumseisenbahn der Association des Musée et Tourisme Ferroviaires (AMTF) |
| Esch-sur-Alzette–Audun le Tiche       | 1880     | in Betrieb  | |
| Steinfort–Ettelbrück                  | 1880     | 1969        | Nur Ettelbrück–Bissen wird im Güterverkehr noch bedient. |
| Kautenbach–Wiltz                      | 1881     |             | |
| Audun-le-Tiche–Rédange                | 1881     | stillgelegt | Strecke der Wilhelm-Luxenburg-Bahn, die in ihrem gesamten Verlauf auf deutschem, ab 1919 auf französischem Gebiet verlief.                                                      |
| Luxemburg–Remich                      | 1882     | 1952        | Société anonyme des chemins de fer secondaires luxemburgois |
| Cruchten–Fels                         | 1882     | 1948        | Société anonyme des chemins de fer secondaires luxemburgois |
| Bettembourg–Volmerange-les-Mines      | 1883     | in Betrieb  | |
| Pétange–Mont-St-Martin                | 1886     | in Betrieb  | |
| Wiltz–Schimpach (Bastogne)            | 1888     | 1967        | |
| Trois-Vierges–Wilwerdingen (Aachen)   | 1889     | vor 1989    | |
| Diekirch–Vianden                      | 1889     | 1948        | |
| Schmalspurbahn Noerdingen–Martelingen | 1890     | 1954        | |
| Wasserbillig–Grevenmacher             | 1891     | 1954        | Teilstrecke im Güterverkehr zum Mosel-Hafen Mertert in Betrieb |
| Aspelt–Bettemburg                     | 1899     | 1954        | Société anonyme pour l'exploitation des chemins de fer régionaux en Belgique, ab 1911 Société anonyme des chemins de fer secondaires luxemburgois, ab 1919: Prinz-Heinrich-Bahn |
| Luxemburg–Pétange                     | 1900     | in Betrieb  | |
| Thionville–Mondorf                    | 1903     | 1935        | |
| Luxemburg–Echternach                  | 1904     | 1954        | Société anonyme des chemins de fer cantonaux Luxembourgeois, ab 1919: Prinz-Heinrich-Bahn                                                                                       |
| Grundhof–Befort                       | 1904     | 1948        | Schmalspurbahn |
| Berchem–Oetrange                      | 1918     | in Betrieb  | |